# Paraestatalidad
El término paraestatal se aplica a una institución, un organismo, centro, compañía, empresa, organización, asociación o agencia que coopera a los fines del Estado sin formar parte de la Administración Pública Centralizada. Es decir, sus propósitos y resultados políticos, sociales y económicos emanan de un ente que goza de mayor autonomía que la que tienen los órganos centralizados.

## Etimología
Paraestatal viene del griego πeρe-, pará: ‘al margen de’, ‘junto a’ o ‘contra’; y "estatal". Es decir, "junto al Estado", "al margen del Estado" o "contra el Estado". Lo anterior implicaría que los entes llamados paraestatales son de alguna manera ajenos al Estado o a su administración pública. Sin embargo esto es un error cuya aclaración parte del reconocimiento de que el sentido correcto de paraestatal, obtenido de la ley, se aparta del sentido etimológico.

## Características
- Está integrada por entidades independientes de la Administración Pública centralizada.
- Tiene funciones específicas y de interés público.
- Se crea por ley o decreto.
- Tiene patrimonio propio.
- Tiene personalidad jurídica diferente a la del Estado.
- Está sujeta control del Ejecutivo.

## Sentido correcto de "Paraestatal"
Las empresas pueden clasificarse, dependiendo su Administración, como Privadas y Públicas. Esta última cuenta con la subdivisión "Paraestatal", que se diferencia por el grado de autonomía de los entes que la conforman. Por ejemplo, es común que los órganos de la Administración Pública Centralizada carezcan de personalidad jurídica propia, o de autonomía en la gestión de su presupuesto, mientras que los organismos de la Administración Pública Paraestatal sí cuentan con estos recursos.

## Justificación práctica
La razón detrás de la Administración Pública Paraestatal es la conformación de organismos que, al tener un mayor grado de autonomía con respecto a los órganos centralizados, superen problemas típicos de cooptación que afectan el desempeño y la consecución de objetivos estatales. Sin embargo, esto no implica en ningún momento que la Administración Paraestatal no forme parte del Estado.
La diferencia es, pues, únicamente de grado con respecto al nivel de autonomía (véase también Órganos Constitucionales Autónomos).